# Karl Krammer
Karl Krammer (* 3. Juli 1909 in Stegersbach; † 4. Februar 1967 in Linz) war ein österreichischer Politiker (SPÖ) und Kaufmann. Er war von 1947 bis 1958 Mitglied des Bundesrates und von 1958 bis 1962 Abgeordneter zum Österreichischen Nationalrat.
Krammer besuchte nach der Volksschule eine Bürgerschule und absolvierte danach eine kaufmännische Berufsschule. Beruflich war Krammer als Kaufmann und Landesparteisekretär der SPÖ Oberösterreich tätig. Krammer fungierte ab 1945 als Obmann der SPÖ Bezirksorganisation Linz-Land und vertrat die SPÖ zwischen dem 4. September 1947 und dem 12. Mai 1958 im Bundesrat. Danach war er vom 19. Mai 1958 und dem 14. Dezember 1962 Abgeordneter zum Nationalrat. 